# رون بلوك
رون بلوك (بالإنجليزية: Ron Block)‏ هو مغن مؤلف أمريكي، ولد في 30 يوليو 1964 في إنغليووود في الولايات المتحدة.

## وصلات خارجية
- رون بلوك على موقع ميوزك برينز (الإنجليزية)
- رون بلوك على موقع ديسكوغز (الإنجليزية)